# نقل (ادبیات)

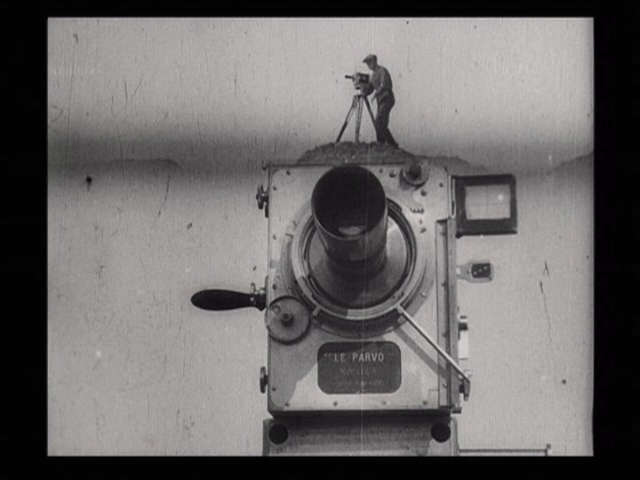
نقل ادبی

نَقل (به انگلیسی Diegesis) (‎/ˌdaɪəˈdʒiːsɪs/‎؛ از یونانی διήγησις از διηγεῖσθαι، "برای روایت کردن") یک سبک قصه‌گویی ادبیات داستانی که نمای داخلی از دنیایی را ارائه می‌دهد که در آن:
1. جزئیات مربوط به خود جهان و تجربیات شخصیتهای آن به صراحت از طریق روایت آشکار می‌شود.
2. این داستان بر خلاف نمایش یا وضع، گفته یا بازگو می‌شود.[۱]
3. جدائی از داستان برای گوینده و مخاطب فرض شده است.

در نقل، راوی داستان را روایت می کند. راوی اقدامات (و گاه افکار) شخصیت‌ها را به خوانندگان یا مخاطب ارائه می‌دهد. عناصر نقلی بخشی از دنیای داستانی ("بخشی از داستان") است، برخلاف عناصر غیر-نقلی که جزء سبک نحوه قصه‌گویی راوی داستان ("بخشی از داستان گویی") هستند.

## در مقابله با محاکات
نقل (διήγησις یونانی "روایت") و محاکات (μίμησις یونانی «تقلید») از دوران افلاطون و ارسطو با یکدیگر در تقابل بوده‌اند. محاکات با استفاده از اقدامی که وضع شده است، به جای گفتن نشان می‌دهد. نقل گفتن یک روایت توسط یک راوی است. راوی ممکن است به عنوان یک شخصیت خاص صحبت کند، یا ممکن است نامرئی باشد یا حتی راوی داننده‌ای باشد که از «بیرون» به شکل اظهار نظر در مورد عمل یا شخصیت‌ها صحبت می‌کند.